# Radim Kettner
Radim Kettner (5. května 1891 Praha – 9. dubna 1967 tamtéž) byl český geolog, pedagog a báňský odborník.

## Životopis
Narodil se 5. května 1891 v Praze. V letech 1911–1914 studoval na Univerzitě Karlově Filozofickou fakultu. Sám sebe považoval za žáka Františka Slavíka a Cyrila Purkyně. Oženil se s geoložkou Marií Remešovou (1900–1933), dcerou moravského paleontologa Mořice Remeše. Roku 1933 tragicky ovdověl (manželka zahynula v Tatrách).
V létě roku 1939 začal pracovat na čtyřsvazkovém díle Všeobecná geologie.
Roku 1952 se stal členem Československé akademie věd. Byl profesorem geologie a ředitelem geologicko-paleontologického ústavu na Karlově univerzitě v Praze. Je považován za zakladatele moderní české geologické školy a vynikajícího pedagoga.
Během svého života napsal více než čtyři sta publikací. Jeho čtyřdílná Všeobecná geologie je považována za nejsoubornější české dílo první poloviny 20. století. Publikoval 10 prací o geologii krasu.
Hlavní zájem věnoval zpočátku geologii, petrografii a tektonice, dále se zabýval barrandienem, moravským devonem a kulmem, významně se podílel na průzkumu Nízkých Tater a Slovenského krasu.
Byl členem Klubu československých turistů (KČST).
V Praze 13 je po něm pojmenována ulice.

## Dílo
- Seznam děl v Souborném katalogu ČR, jejichž autorem nebo tématem je Radim Kettner

Význam jeho díla Všeobecná geologie potvrzuje fakt, že bylo vydáno celkem třikrát, je obecně považováno za srozumitelně psané, Kettner měl velkou snahu o české názvosloví.
- Kettner R.: Všeobecná geologie. I–III. Melantrich, Praha, 1941–1948. 1. vyd.
- Kettner R.: Všeobecná geologie. I–IV. Československá akademie věd, Praha, 1952–1955. 2. vyd.

### Biografie
- Acta Universitatic Carolinae. Geologica. No. 2, 1991.
- Acta Universitatic Carolinae. Geologica. No. 3, 1991.